# Ojama (prefektura Šizuoka)

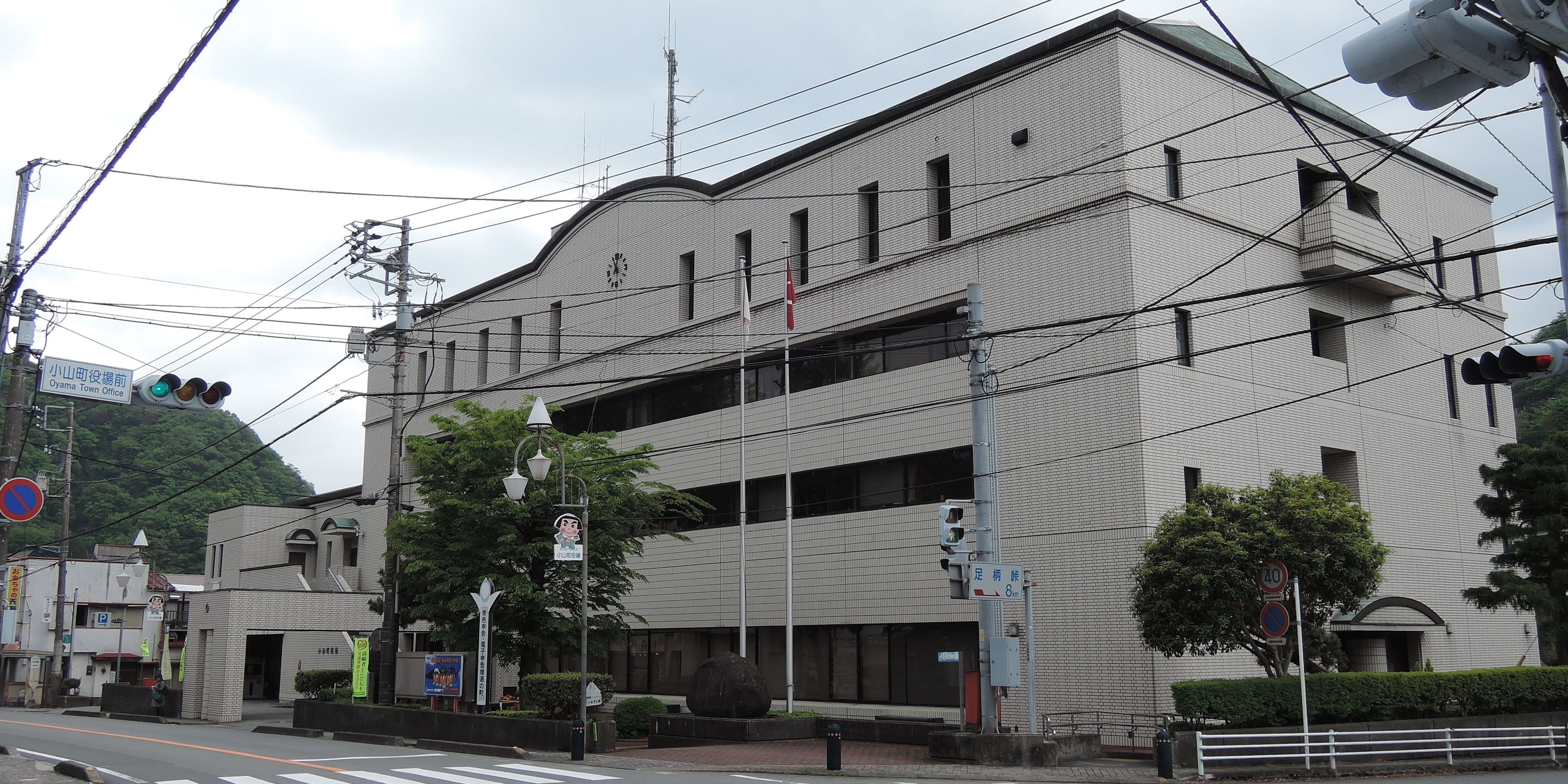
radnice

Ojama (japonsky: 小山町; Ojama-čó) je město v okrese Suntó (駿東) v prefektuře Šizuoka v Japonsku.
V červnu 2014 mělo město 19 498 obyvatel. Hustota zalidnění činila 143 obyvatel na km² a celkovou rozlohu 136,13  km².